# Салтыганово (Кайбицкий район)
Салтыга́ново — село в Кайбицком районе Татарстана в 8 км северо-западней Больших Кайбиц. Входит в состав Багаевского сельского поселения. Также село иногда называется Салтыганова.

## География
Расположено у реки Шиланда в 7,5 км северо-западнее Больших Кайбиц.

## История
Основано в период Казанского ханства.
В «Списке населенных мест по сведениям 1859 года», изданном в 1866 году, населённый пункт упомянут как казённая деревня Мамадыш-Салтыганова (Шалан-баш) 2-го стана Свияжского уезда Казанской губернии. Располагалась при речке Шеланде, по торговому тракту из Свияжска в Буинск, в 49 верстах от уездного города Свияжска и в 18 верстах от становой квартиры в казённом и владельческом селе Утяшки. В деревне, в 73 дворах жили 520 человек (255 мужчин и 265 женщин), была мечеть.
В 1930-х годах в Салтыганово начал эксплуатироваться первый в районе дизельный трактор.

## Демография
| Год  | Население | Национальный состав           |
| ---- | --------- | ----------------------------- |
| 1989 | 288       | татары, русские               |
| 1997 | 272       | татары, русские               |
| 2002 | 265       | татары — 80 %, русские — 20 % |
| 2010 | 241       | татары — 83 %, русские — 17 % |